# Хаммед, Мохамед
Мохамед Хаммед (араб. محمد حامد‎; род. 23 сентября 1987) — тунисский лучник, специализирующийся в стрельбе из олимпийского лука. Двукратный серебряный призёр Африканских игр и участник Олимпийских игр.

## Биография
Мохамед Хаммед родился 23 сентября 1987 года.

## Карьера
В 2019 году он участвовал на Африканских играх, проходивших в Рабате. Мохаммед Хаммед занял четвёртое место в предварительным раунде, набрав 618 очков из 720 возможных. В первом матче индивидуального первенства Хаммед победил Александре Данзабе из Чада, а затем мавританца Жана Мари Клиффа Бабета (оба матча выиграл со счётом 6:4). В четвертьфинале Мохамед прошёл южноафриканца Вивьена де Клерка (7:3), а в полуфинале всухую победил египтянина Юссуфа Толба. В финальном матче после пяти сетов был счёт равный, но в перестрелке точнее оказался Шериф Мохаммед из Египта, попавший в «девятку», тогда как Хамед попал в «восьмёрку». Таким образом, тунисский лучник выиграл серебряную медаль в мужском личном турнире. Он также завоевал серебро в командных соревнованиях с Сабиром Бен Брахимом и Набилем Бенромданом. В миксте вместе и Рихаб Эль-Валид в четвертьфинале проиграли Египту.
Он участвовал в индивидуальных соревнованиях среди мужчин на летних Олимпийских играх 2020 года в Токио. В рейтинговом раунде Хаммед набрал 631 очко, заняв 62-е место из 64 лучников, при этом он установил личный рекорд. Уже в первом матче он попал на олимпийского чемпиона 2012 года О Джин Хёка и проиграл всухую.